# Kołoząb (Mikołajki Pomorskie)
Kołoząb (deutsch Kalsen, früher Kollosomp, Kolosomp und Kollosomb) ist ein Dorf in der Landgemeinde (Gmina) Mikołajki Pomorskie (Niklaskirchen) im Powiat Sztumski (Stuhmer Kreis) der polnischen Woiwodschaft Pommern.

## Geographische Lage
Die Ortschaft liegt im ehemaligen Westpreußen, etwa acht Kilometer südöstlich von Stuhm (Sztum), 27 Kilometer westsüdwestlich von Christburg (Dzierzgoń) und vier Kilometer nordnordwestlich von Niklaskirchen (Mikołajki Pomorskie).

## Geschichte

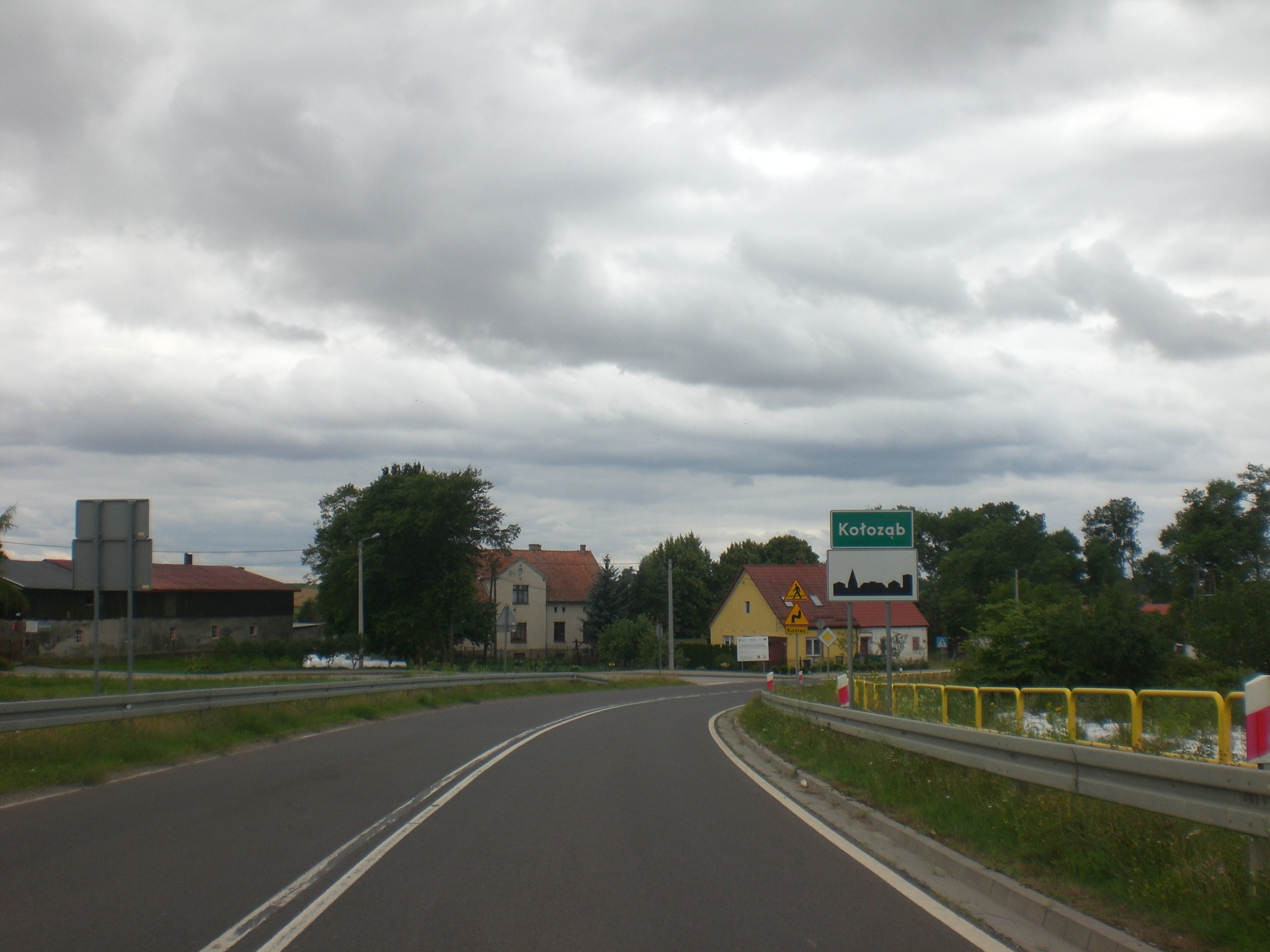
Dorfeingang (Juli 2022)

Ältere Ortsbezeichnungen sind Kalazam (1408), Calsam und Kalszam sowie Calszam (15. Jh.), Colsam (1526), Kalsam (1542, 1565), Kalzow albo Kolozow (1659) und Kolozomb (1764). 1526 fungierte hier Hans Roche als „Weyting“ und „Scholz“ und verkaufte dem Dorfinsassen Matz aus demselben Dorf eine freie und Weytingshube.
Die bis dahin Kollosomp genannte Landgemeinde wurde am 16. Juli 1938 umbenannt in Kalsen.
Im Jahr 1945 gehörte die Landgemeinde Kalsen zum Landkreis Stuhm im Regierungsbezirk Marienwerder im Reichsgau Danzig-Westpreußen des Deutschen Reichs. Kalsen war Sitz  des Amtsbezirks Kalsen.
Im Januar 1945 wurde Kalsen von der Roten Armee besetzt. Nach Beendigung der Kampfhandlungen wurde die Region seitens der sowjetischen Besatzungsmacht zusammen mit ganz Hinterpommern und der südlichen Hälfte Ostpreußens – militärische Sperrgebiete ausgenommen – der Volksrepublik Polen zur Verwaltung überlassen. Es wanderten nun Polen zu. Kalsen wurde unter der polnischen Ortsbezeichnung „Kołoząb“ verwaltet. Die einheimische deutsche Bevölkerung wurde mit wenigen Ausnahmen von der polnischen Administration aus Kalsen vertrieben.

### Demographie
| Jahr | Einwohner | Anmerkungen |
| ---- | --------- | --- |
| 1783 | –         | königliches Dorf einschließlich zweier Freischulzen-Güter, Amt Stuhm, zwanzig Feuerstellen (Haushaltungen), in Westpreußen |
| 1818 | 114       | königliches Dorf, Amt Stuhm                                                                                                |
| 1864 | 205       | Dorf, davon 18 Evangelische und 187 Katholiken                                                                             |
| 1910 | 155       | Dorf, am 1. Dezember, darunter fünf Evangelische und 150 Katholiken; 129 Personen mit polnischer Muttersprache             |
| 1933 | 263       | [ 5 ] |
| 1939 | 241       | [ 5 ] |

## Kirche
Die Protestanten der hier bis 1945 anwesenden Dorfbevölkerung gehörten zur evangelischen Pfarrei Groß Rohdau.